# Leptodactylodon axillaris
Leptodactylodon axillaris là một loài ếch thuộc họ Astylosternidae.
Đây là loài đặc hữu của Cameroon.
Môi trường sống tự nhiên của chúng là vùng núi ẩm nhiệt đới hoặc cận nhiệt đới, đồng cỏ nhiệt đới hoặc cận nhiệt đới vùng đất cao, sông ngòi, suối nước ngọt, vùng nhiều đá, và rừng thoái hóa nghiêm trọng.
Chúng hiện đang bị đe dọa vì mất môi trường sống.